# دیدی (بازیکن فوتبال)
دیدی (پرتغالی: Didi; زاده ۸ اکتبر ۱۹۲۸ – درگذشته ۱۲ مهٔ ۲۰۰۱) بازیکن در پست مهاجم و مربی فوتبال اهل برزیل بود.

## باشگاهی
از باشگاه‌هایی که در آن بازی کرده‌است می‌توان به باشگاه فوتبال رئال مادرید، باشگاه فوتبال بوتافوگو، باشگاه فوتبال فلومیننزه و باشگاه فوتبال سائو پائولو اشاره کرد.

## افتخارات

### بازیکن

#### بین‌المللی
برزیل
- جام جهانی فوتبال: ۱۹۵۸, ۱۹۶۲[۱]
- بازی‌های پان امریکن: ۱۹۵۲

#### باشگاهی
رئال مادرید
- جام باشگاه‌های اروپا: ۱۹۶۰[۱]

#### شخصی
- توپ طلای جام جهانی: ۱۹۵۸[۲]
- تیم منتخب جام جهانی: ۱۹۵۸
- بهترین بازیکن برزیلی قرن ۲۰ (مقام ۷)[۳]
- بهترین بازیکن جهان قرن ۲۰ (مقام ۱۹)[۳]